# ماوريسيو أورتيغا (دراج)
ماوريسيو أورتيغا (بالإسبانية: Mauricio Ortega) هو دراج كولومبي، ولد في 22 أكتوبر 1980 في سالغار في كولومبيا.

## وصلات خارجية
- ماوريسيو أورتيغا على موقع الاتحاد الدولي للدراجات (الإنجليزية)
- ماوريسيو أورتيغا على موقع أرشيف الدراجات (الإنجليزية)
- ماوريسيو أورتيغا على موقع إحصائيات الدراجات الإحترافية (الإنجليزية)
- ماوريسيو أورتيغا على موقع نسبة الدراجات (الإنجليزية)
- ماوريسيو أورتيغا على موقع CycleBase (الإنجليزية)